# アンガラ航空
アンガラ航空 (ロシア語: ЗАО «Авиакомпания «Ангара»)は、2000年に設立されたロシアのイルクーツクに拠点を置く、主にロシア国内線の航空会社である。シベリア各地の国内路線が主としているが、国際線に接続する便もある。その他に、アンガラ航空は、VIPの足となるサービス、貨物、及び、郵便用としてのサービスもある。

## 就航都市

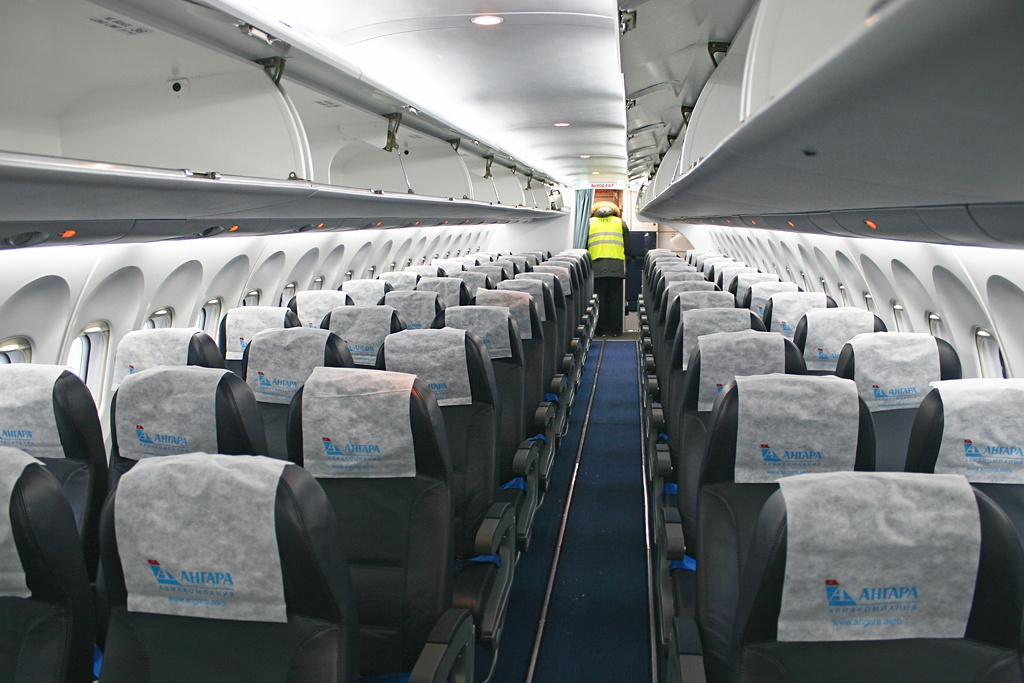
Angara Airlines An-148 cabin

### アジア
- 中国：満州里

- モンゴル：ウランバートル (2019年5月に再開)[4]

### ロシア国内
- イルクーツク - ハブ空港
- イルクーツク/ボダイボ
- イルクーツク/ブラツク
- ブラゴヴェシチェンスク
- キャラ
- チェリャビンスク
- チタ - 焦点空港
- カザン
- キレンスク
- ハバロフスク (2019年5月開始)[5]
- ラスノヤルスク
- レンスク
- ママ
- ミールヌイ
- ニジネンガルスク
- ノヴォシビルスク - 準ハブ空港
- スルグト
- タクシモ
- トムスク
- ウファ
- ウラン・ウデ - 焦点空港
- ウストクット
- ヤクート
- ヤクーツク
- ヤーボガチェン

## 使用機材

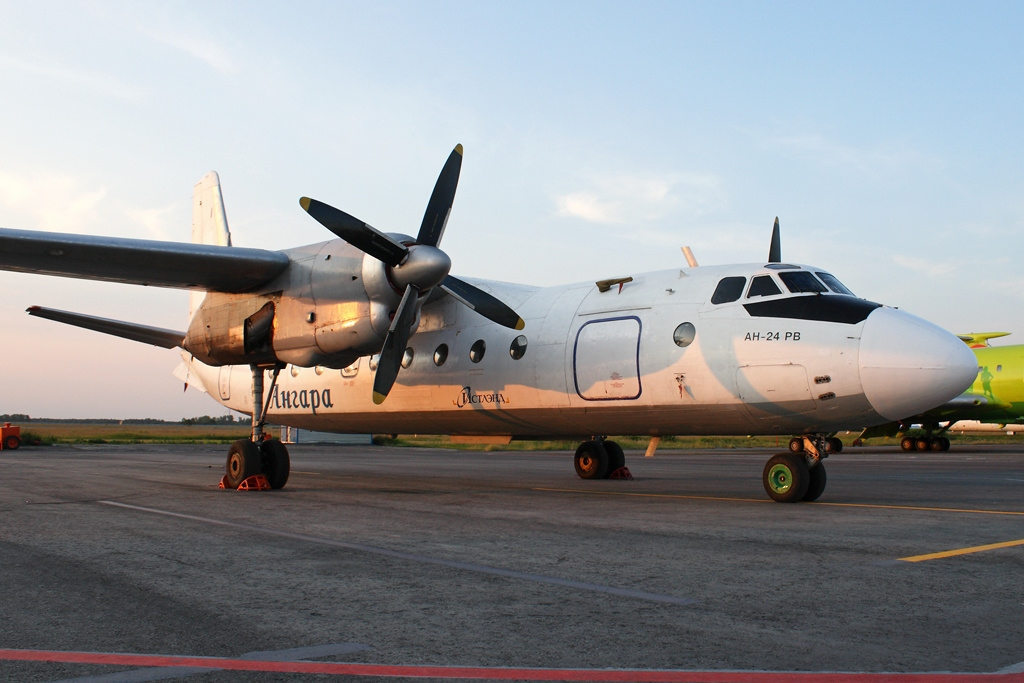
Antonov An-24RV

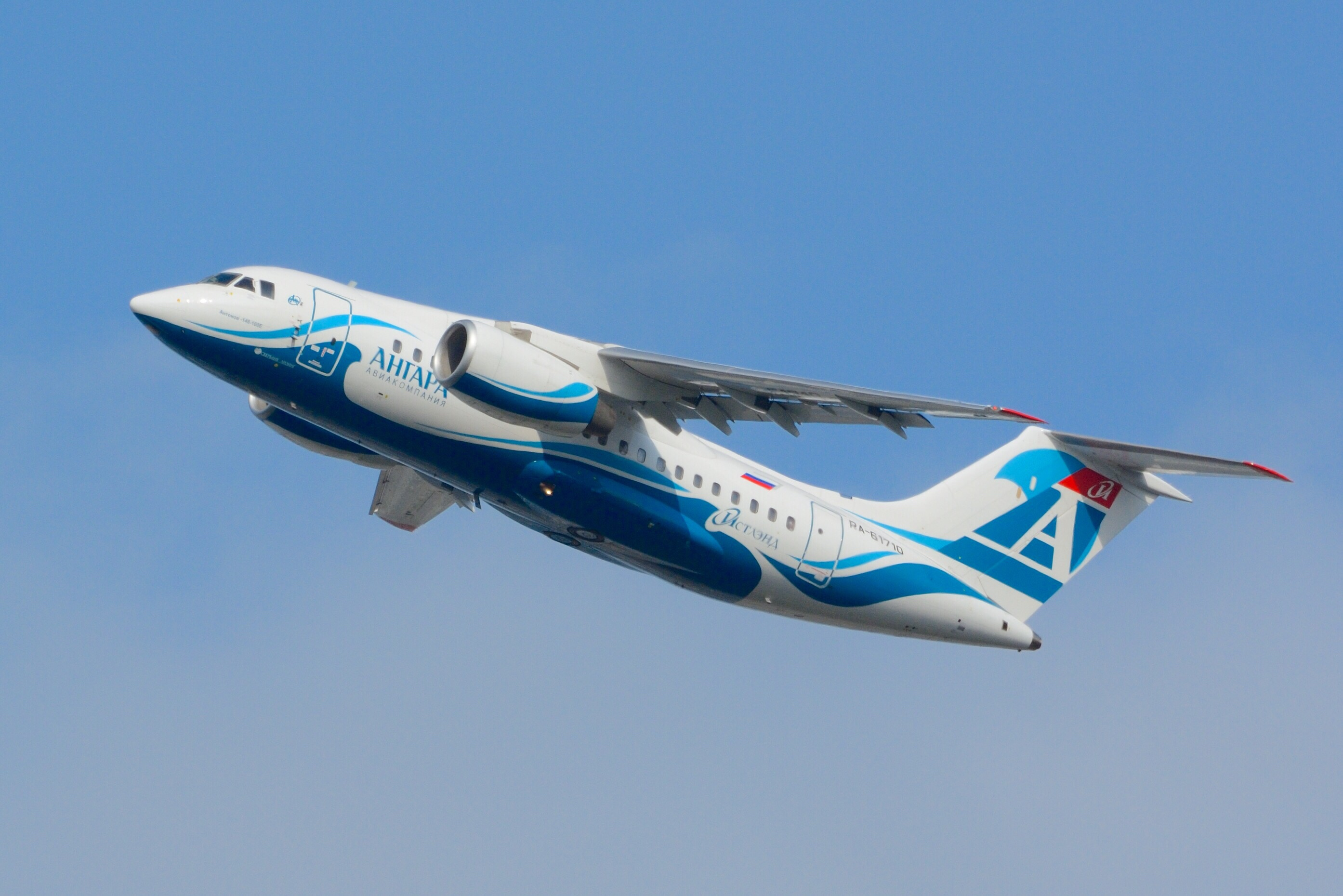
Antonov An-148

アンガラ航空の機材は下記の通りである:。

## 事故
- アンガラ航空9007便
- アンガラ航空200便着陸失敗事故
- アンガラ航空2311便墜落事故（英語版）